# Yannis Philippakis
Yannis Philippakis (ur. 23 kwietnia 1986 w Olympos na Karpatosie) – brytyjski wokalista, gitarzysta i autor tekstów greckiego pochodzenia, współzałożyciel i lider zespołu rockowego Foals.

## Wczesne życie i edukacja
Urodził się w Olympos. Pochodzi z rodziny greckiego architekta i południowoafrykańskiej żydowskiej antropolożki, której rodzina pochodziła z terenów współczesnej Ukrainy. Pierwsze cztery lata życia spędził w Grecji, kolejny rok w Republice Południowej Afryce, po czym jego rodzice się rozstali. Ojciec wrócił do Grecji gdy miał sześć lat, a on sam wychowywał się w kolejnych latach głównie w Oksfordzie.
Każdego lata odwiedzał swego ojca w Olympos na greckiej wyspie Karpathos. Odegrał on znaczącą rolę w jego życiu muzycznym, ucząc go tradycyjnych greckich pieśni. W wieku 12 lat po raz pierwszy usłyszał zespół Nirvana i wtedy powiedział, że „chce założyć zespół”.
W 2004 roku opuścił oksfordzki Magdalen College School i kontynuował naukę w St John's College w Oksfordzie. Studiował literaturę angielską, ale studia porzucił na pierwszym roku, aby skupić się na karierze muzycznej.
Został wychowany w wierze prawosławnej, co wywarło wpływ na płytę Foals pn. Holy Fire.

## Kariera muzyczna

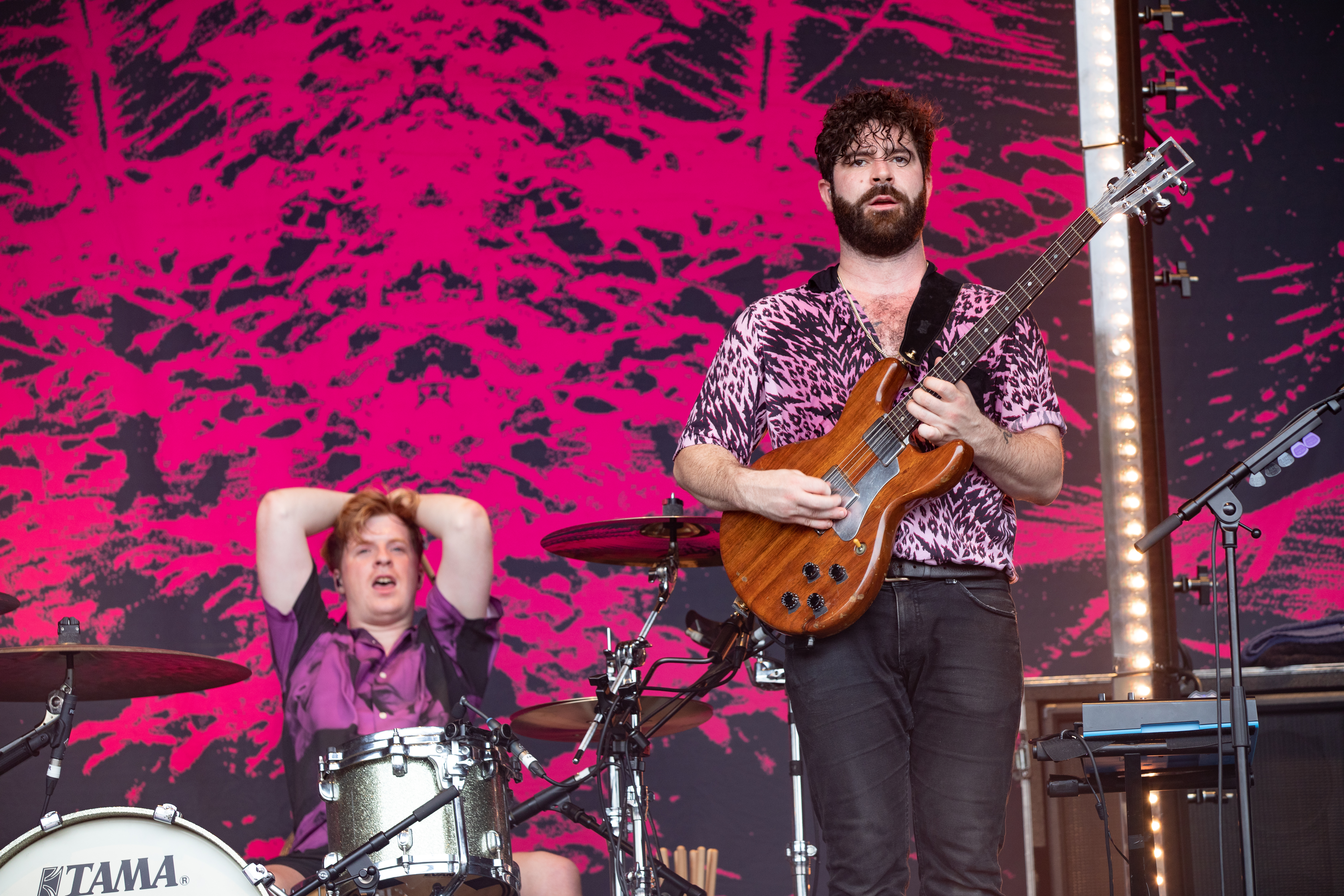
Yannis Philippakis z zespołem Foals na Glastonbury Festival 2019

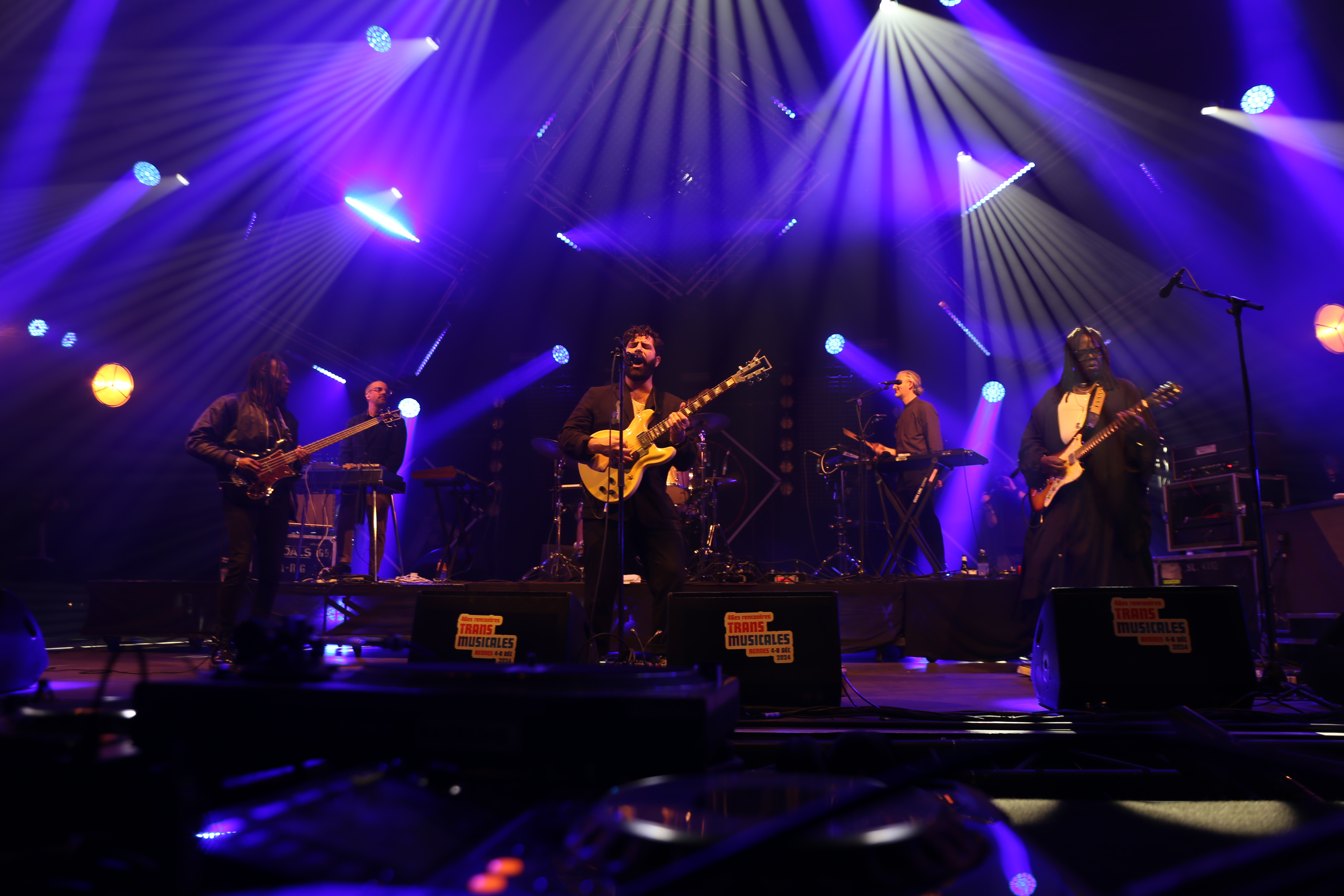
Yannis Philippakis z grupą Yannis & The Yaw na Rencontres Trans Musicales 2024 w Rennes

W 2005 roku w Oksfordzie wraz z wieloletnim przyjacielem, perkusistą Jackiem Bevanem oraz gitarzystą Jimmym Smithem i basistą Walterem Gerversem założył zespół muzyczny Foals. Pracując w barze zaprzyjaźnił się z Edwinem Congreavesem, który wszedł w skład zespołu w roli klawiszowca. Philippakis nie był pierwotnie wokalistą zespołu, a gitarzystą – piosenkarzem był Andrew Mears, który odszedł z grupy po wydaniu pierwszego singla „Try This on Your Piano”, aby skupić się na karierze w zespole Youthmovies.
Przed założeniem Foals był członkiem zespołu Edmund Fitzgerald.
Z zespołem Foals w 2008 roku wydał debiutancki album Antidotes. Ich drugi album Total Life Forever został nominowany w 2010 roku do Mercury Prize, a do tej nagrody w kolejnych latach byli jeszcze wielokrotnie zgłaszani. Kolejnymi płytami studyjnymi Foals były m.in.: Holy Fire z 2013 roku, What Went Down z 2015 roku i dwuczęściowy Everything Not Saved Will Be Lost z 2019 roku.
Wystąpił i udzielił wywiadu w filmie dokumentalnym Anyone Can Play Guitar z 2009 roku.
14 września 2012 roku wystąpił w katedrze anglikańskiej w Liverpoolu podczas koncertu z udziałem stu gitarzystów pn. „A Crimson Grail”, pod batutą amerykańskiego kompozytora Rhysa Chathama. W 2014 roku współpracował nad kilkoma utworami z Karlem Hydem z Underworld po spotkaniu go na festiwalu.
W 2016 roku rozpoczął współpracę z perkusistą Tonym Allenem, którego był fanem. Ich dwudniowa sesja w Paryżu zaowocowała materiałem na minialbum, a ich współpraca była dalej rozwijana podczas kilku kolejnych nagrań. Gdy w kwietniu 2020 roku zmarł Allen, Philippakis przystąpił do ukończenia wspólnego projektu. Efektem projektu pn. Yannis & The Yaw była wydana za pośrednictwem wytwórni Transgressive 30 sierpnia 2024 roku EP-ka Lagos Paris London. Utwory te posiadają zarówno panafrykańskie wpływy, jak i akcenty muzyczne typowe dla Foals. Pierwszy teledysk do utworu z minialbumu, „Walk Through Fire”, opublikowano 2 maja 2024 roku. Wystąpił wraz z grupą na szeregu koncertach w m.in. w Wielkiej Brytanii i Francji, wspierając także organizację Music Venue Trust.
Współpracował z grupą CamelPhat przy ich debiutanckim albumie Dark Matter, którego premiera odbyła się 30 października 2020 roku. Wspólnie nagrali oni utwór „Hypercolour” – singiel ten udostępniono pod koniec czerwca 2020 roku.
Napisał ścieżkę dźwiękową do sztuki teatralnej The Confessions w reżyserii swojego przyjaciela Alexandra Zeldina, której premiera odbyła się w październiku 2023 roku w londyńskim Royal National Theatre. Tworzył także muzykę do spektaklu The Other Place także w reżyserii Zeldina, którego premiera odbyła się w październiku 2024 roku.

## Życie prywatne
Mieszka w południowym Londynie, w dzielnicy Camberwell.

## Dyskografia

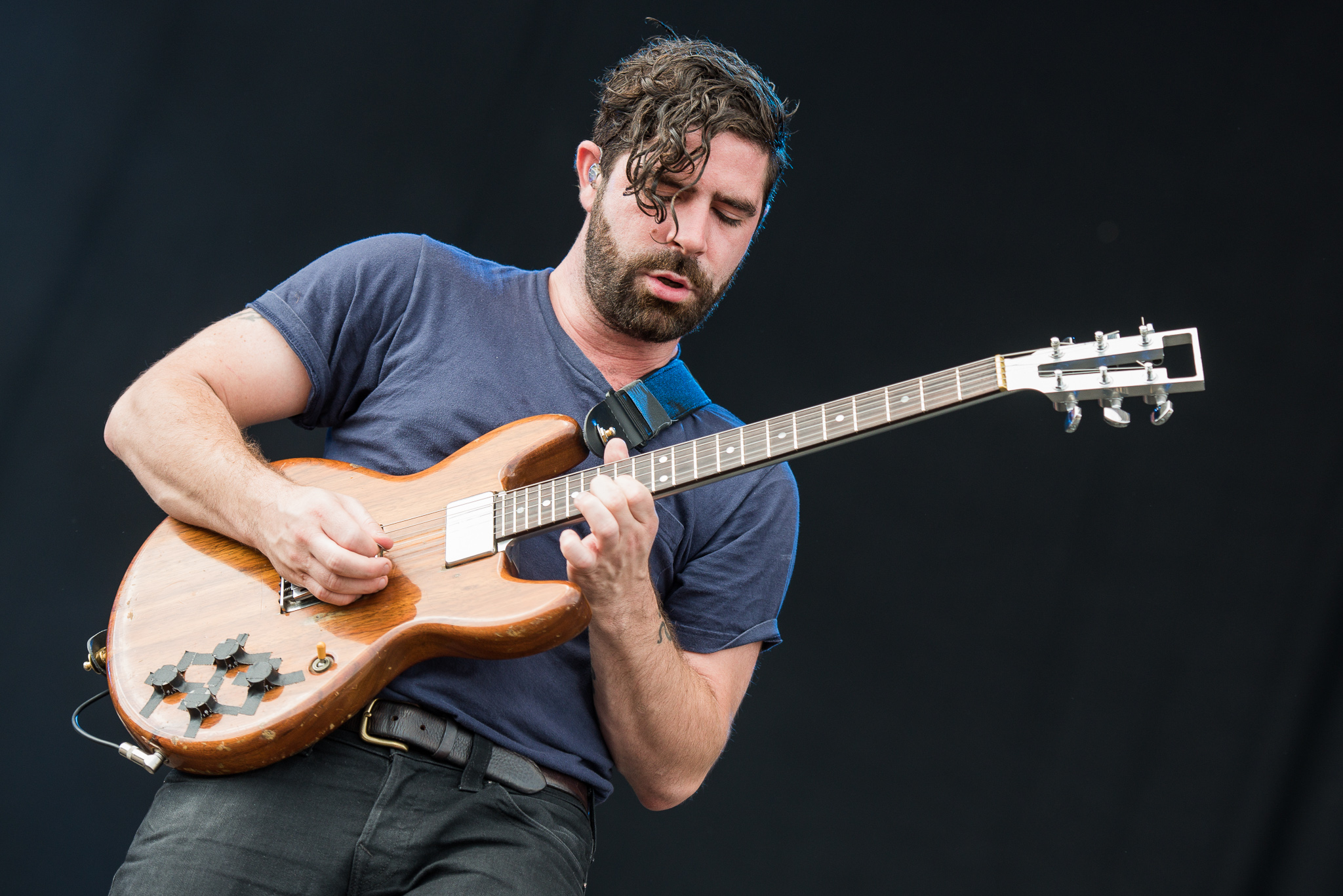
Yannis Philippakis (2016)

### Foals
- Antidotes (2008)
- Total Life Forever (2010)
- Holy Fire(inne języki) (2013)
- What Went Down (2015)
- Everything Not Saved Will Be Lost – Part 1(inne języki) (2019)
- Everything Not Saved Will Be Lost – Part 2(inne języki) (2019)
- Life Is Yours(inne języki) (2022)

### Yannis & The Yaw
- Lagos Paris London (2024)